# Le ciel peut attendre (film, 1978)
Pour les articles homonymes, voir Le ciel peut attendre et Heaven Can Wait.
Pour plus de détails, voir Fiche technique et Distribution.
Le ciel peut attendre (Heaven Can Wait) est un film américain réalisé par Warren Beatty et Buck Henry, sorti en 1978. Il s'agit du remake du film Le Défunt récalcitrant (Here Comes Mr. Jordan) sorti en 1941.

## Synopsis
Joe Pendleton est le quarterback des Rams de Los Angeles préparant le Super Bowl, mais il meurt dans un accident de la circulation. Après vérification auprès de saint Pierre, son décès n'est pas attendu avant plusieurs années. 
Il est renvoyé sur Terre, mais son corps ayant été incinéré, Joe prend l'identité du magnat Leo Farnsworth, assassiné par sa femme infidèle. 
Désormais riche, Joe (Leo) décide de prendre en main le destin de son ancienne équipe, non sans avoir convaincu son entraineur de sa double identité. Il rachète les Rams et se propose de les emmener jusqu'à la finale. Il projette également d'épouser Betty, une militante écologiste. Au moment où tout semble lui réussir, un messager du Ciel lui apparaît.

## Fiche technique
- Titre original : Heaven Can Wait
- Titre français : Le ciel peut attendre
- Réalisation : Warren Beatty et Buck Henry, assisté de Craig R. Baxley (non crédité)
- Scénario : Elaine May, Warren Beatty et Robert Towne (non crédité), d'après une pièce d'Harry Segall
- Musique : Dave Grusin
- Photographie : William A. Fraker
- Montage : Robert C. Jones et Don Zimmerman
- Production : Warren Beatty
- Société de production et distribution : Paramount Pictures
- Pays :  États-Unis
- Langue : anglais
- Format : Couleur - Mono - 35 mm - 1.85:1
- Durée : 97 minutes
- Sortie : 28 juin 1978 (États-Unis)

## Distribution
- Warren Beatty (VF : Jean-Pierre Cassel) : Joe Pendleton / Leo Farnsworth
- Julie Christie (VF : Perrette Pradier) : Betty Logan
- Jack Warden (VF : Jean Berger) : Max Corkle
- James Mason (VF : Jean Lagache) : M. Jordan
- Charles Grodin (VF : François Leccia) : Tony Abbott
- Dyan Cannon (VF : Béatrice Delfe) : Julia Farnsworth
- Buck Henry (VF : Jean-Pierre Dorat) : Le guide
- Vincent Gardenia (VF : Jacques Deschamps) : Le lieutenant Krim
- Joseph Maher (VF : Mike Marshall) : Sisk
- John Randolph (VF : Jean Violette) : Milt, l'ancien propriétaire du club
- Dolph Sweet (VF : Alain Dorval) : L'entraineur chef
- Hamilton Camp : Bentley
- Arthur Malet (VF : Georges Aubert) : Everett
- R. G. Armstrong (VF : Georges Berthomieu) : Le directeur général
- Stephanie Faracy : Corinne
- Jeannie Linero (en) : Lavinia
- Keene Curtis (VF : André Valmy) : Oppenheim
- William Bogert (VF : Jacques Thébault) : Lawson
- Morgan Farley : Middleton
- Deacon Jones (VF : Med Hondo) : Gorman
- Frank Campanella : Conway
- Lee Weaver (VF : Robert Liensol) : L'intendant de l'avion

## Anecdotes
- Première réalisation pour Warren Beatty et Buck Henry.
- Seconde collaboration entre Warren Beatty et Julie Christie après Shampoo tourné trois ans plus tôt.
- Seconde collaboration entre Warren Beatty et Jack Warden après Shampoo tourné trois ans plus tôt.

## Distinctions

### Nominations
- Oscars :
  - Oscar du meilleur film pour Warren Beatty
  - Meilleur réalisateur pour Warren Beatty et Buck Henry.
  - Oscar du meilleur acteur pour Warren Beatty
  - Oscar du meilleur acteur dans second rôle pour Jack Warden
  - Oscar de la meilleure actrice dans un second rôle pour Dyan Cannon
  - Meilleur scénario adapté pour Elaine May et Warren Beatty.
  - Meilleure musique de film pour Dave Grusin.
  - Meilleure photographie pour William A. Fraker.
- Saturn Awards :
  - Meilleur acteur dans un second rôle pour James Mason.
  - Meilleure réalisation pour Warren Beatty et Buck Henry.
  - Meilleure musique pour Dave Grusin.
  - Meilleurs costumes pour Theadora Van Runkle et Richard Bruno.

### Récompenses
- Oscars :
  - Oscar de la meilleure direction artistique
- Golden Globes :
  - Meilleur film musical ou de comédie
  - Meilleur acteur pour Warren Beatty.
  - Meilleure actrice dans un second rôle pour Dyan Cannon.
- Saturn Awards :
  - Meilleur film fantastique
  - Meilleur acteur pour Warren Beatty
  - Meilleure actrice dans un second rôle pour Dyan Cannon
  - Meilleur scénario pour Elaine May et Warren Beatty.